# Julio Ribera
Julio Ribéra, né à Barcelone (Espagne) le 20 mars 1927 et mort à Cognin (France) le 26 mai 2018,, est un dessinateur et scénariste espagnol de bandes dessinées.

## Biographie

### Premières œuvres en Espagne
Julio Ribéra signe ses premiers travaux sous divers pseudonymes comme Jules Mc Side et Bop. De 1945 à 1954, il imagine les séries Rosy, Pépins y Sulfato et Platillos Volantes (Les Soucoupes Volantes)

### Installation en France
En septembre 1954, il émigre en France et publie Pistol Jim dans Zorro. À partir de 1955, il illustre de nombreux feuilletons dans la presse quotidienne (Le Parisien Libéré, L'Aurore…). Il travaille également pour Lisette, Pierrot, Bernadette, Bayard, France-Soir.
En 1956 paraît Le Barrage (scénario d'Alexandre Petit Duc).
Suit ensuite la série d'anticipation Tony Sextant (scénario de Jean Acquaviva) dont les 4 épisodes paraissent entre 1956 et 1961 dans Bayard (magazine hebdomadaire destiné aux jeunes) : Tony Sextant chevalier de l'espace, Rendez-vous à Tycho, Syrtis Major ne répond plus et Deïmos le satellite d'acier.

### Les années 1960
De 1962 à 1965, Ribera réalise deux histoires à suivre et plusieurs récits complets. Il figure également au sommaire de plusieurs magazines (notamment Vaillant)[précision nécessaire]
En 1965, il collabore à Pilote pour des récits complets et des pages d'actualité.

### Les années 1970
En 1973, il crée pour Pilote le personnage de Dracurella, une parodie sur le thème du vampire. Le premier tome paraît en feuilleton dans la revue Pilote où il fait la connaissance de Christian Godard avec lequel il commence à partir de 1975 le cycle Le Vagabond des Limbes. La série dure 28 ans et compte 31 tomes chez Dargaud.
En 1976, il participe à L'Histoire de France en bandes dessinées.

### Les années 1980
Début 1985, toujours avec Godard, il publie directement en album aux éditions Dargaud Chroniques du Temps de la Vallée des Ghlomes, le premier tome d'une nouvelle série qui en compte quatre. Le second tome, La Guerre des Pilons, est publié dans Pilote & Charlie puis en album chez Dargaud (1986). Suivent chez Soleil Productions L'hydre mélomane (1990) et La besache en peau de fée (1996).
En 1988, il dessine Le Grand Manque (réédité en 1993 chez Soleil Productions) et s'essaie à l'édition avec Godard en créant les Éditions Vaisseau d'Argent.

### Les années 1990
Après l'arrêt du Vaisseau d'Argent en 1991, il se recentre en 1992 sur ses activités d'auteur chez Dargaud. Depuis, il fait perdurer sa série Le Vagabond des limbes, tout en continuant à travailler, toujours avec Godard, sur de nombreuses séries.
En 1993, il publie Je suis un monstre aux Éditions Glénat (collection Grafica) et en 1994 Le Grand Scandale chez Dargaud.

### Depuis les années 2000
Julio Ribéra s'est lancé dans des albums autobiographiques qu'il dessine et écrit seul tels que Montserrat (Souvenirs de la guerre civile) (2004) qui a deux suites : Jeunesse bafouée (Une dictature au fil des jours) (2005) et Paris Liberté (Le parfum de l'espoir) (2006).
En 2008, lors d'une interview donnée dans le cadre de la 9e édition du festival « Abracadabulles » d'Olonne-sur-Mer, Julio Ribéra confirme qu'il vient de terminer le 32e album du Vagabond des limbes : L'Engrenage, supposé clore la série.
En juillet 2011 paraît aux Éditions Bamboo en un seul volume la compilation de sa trilogie autobiographique, sous le titre Mon crayon et moi.
En septembre 2013 paraît aux Éditions Regards Viva Maria d'après le film de Louis Malle, qui en 2014 est la dernière publication d'une bande dessinée de Julio Ribera.

### Décès
Il meurt le 26 mai 2018 à Cognin (Savoie), commune où il s'était retiré depuis de nombreuses années.

## Principales séries
- Tony Sextant, dans Bayard Album, 1957-1961[7].
- Le Vagabond des Limbes (31 tomes), avec Christian Godard, divers éditeur, 1975-2003. Et un album dérivé, Les Treize Transgressions, avec Godard également.
- Dracurella (3 tomes), Dargaud puis M. C. Productions, 1976-1987.
- Chroniques du temps de la vallée des ghlomes (4 tomes), avec Christian Godard, différents éditeurs, 1985-1996.
- Le Grand Manque (2 tomes), avec Christian Godard, Vaisseau d'argent puis Soleil Productions, 1989-1993.
- Histoire de France en bandes dessinées, Larousse / FR3 :

5. « Saint Louis Outre-Mer », avec Christian Godard, dans Les Croisades, fév. 1977.
8. « La Guerre de Cent Ans », avec Christian Godard, dans La Guerre de 100 ans : Bertrand du Guesclin, mai 1977.
- Je suis un monstre, avec Christian Godard, Glénat, coll. « Grafica », 1993  (ISBN 2-7234-1621-6).
- Le Grand Scandale, avec Christian Godard, Dargaud :

1. New York, 1994  (ISBN 2-205-04226-2).
2. Las Vegas, 1994  (ISBN 2-205-04298-X).
3. San Francisco, 1995  (ISBN 2-205-04397-8).
4. New Orleans, 1997  (ISBN 2-205-04515-6).

- La Jeunesse d'un inconnu célèbre t. 1 : Le Fils de l'orfèvre, avec Christian Godard, Soleil Productions, coll. « Soleil de nuit », 1995  (ISBN 2-87764-427-8).
- Montserrat, Bamboo, coll. « Angle de vue » :

1. Souvenirs de la guerre civile, 2004  (ISBN 2-915309-02-7)[8].
2. Jeunesse bafouée : Une dictature au fil des jours, 2005  (ISBN 2-915309-82-5).
3. Paris Liberté : Le Parfum de l'espoir, 2006  (ISBN 2-350-78080-5).